# Порту-Санту (острів)
По́рту-Са́нту (порт. Ilha do Porto Santo, МФА: ['poɾtu 'sɐ̃tu]) — вулканічний острів у північній частині Атлантичного океану з архіпелагу Мадейра. Володіння Португалії, автономного регіону Мадейра. Розташований біля північно-західного узбережжя Африки, на Африканській літосферній плиті. На території острова розташований муніципалітет Порту-Санту. Площа — 42,17 км². Населення — 4474 осіб (2001).

## Історія
Позначення островів архіпелагу Мадейра з їх поточними назвами з'являються на деяких середньовічних картах вже в XIV столітті — зокрема острови зображено в Атласі Медічі 1351 року, на Портолані братів Піццингані 1367 року і в Атласі Корбітіс, складеному біля 1400 року. Вочевидь, якісь випадкові мореплавці вже стикались з цими островами в морі і повідомлення про це були відомі картографам. Проте «офіційно» острови архіпелагу Мадейра було відкрито в 1418—1419 роках португальськими дослідниками принца Енріке Мореплавця — Жуаном Гонсалвіш Зарку, Тріштаном Ваш Тейшейра та Бартоломеу Перестрелло.
Пізніше Зарку і Тейшейра перебрались на сусідню Мадейру, а Бартоломеу Перестрелло став першим капітаном-донатаріо острова Порту-Санту та займався його колонізацією. Христофор Колумб став його зятем і мешкав на о. Порту-Санту до смерті своєї дружини.
Попри географічну близькість до сусіднього острова Мадейри, віддаль до якого становить приблизно 40 км, на відміну від нього родючість тутешніх ґрунтів є дуже низькою. На острові наявна значна кількість пісків. Економіка Порту-Санту представлена в основному рибальством, туризмом і послугами.
Назва острова українською мовою означає «святий порт».

## Географія
Порту-Санту є верхньою точкою підводного хребта, розташованого на Африканській літосферній плиті. Генезис архіпелагу, до якого належить острів, бере свій початок ще у крейдовий період, приблизно 115 млн років тому. Вважається, що першим виник саме острів Порту-Санту в період міоцену, приблизно 8 млн років тому. Рельєф острова зазнав значного впливу ерозійних процесів.

### Клімат
Острів знаходиться у зоні, котра характеризується середземноморським кліматом. Найтепліший місяць — вересень із середньою температурою 22.8 °C (73 °F). Найхолодніший місяць — січень, із середньою температурою 15.6 °С (60 °F).
| Клімат о. Порту-Санту   | Клімат о. Порту-Санту | Клімат о. Порту-Санту | Клімат о. Порту-Санту | Клімат о. Порту-Санту | Клімат о. Порту-Санту | Клімат о. Порту-Санту | Клімат о. Порту-Санту | Клімат о. Порту-Санту | Клімат о. Порту-Санту | Клімат о. Порту-Санту | Клімат о. Порту-Санту | Клімат о. Порту-Санту | Клімат о. Порту-Санту |
| Показник                | Січ.                  | Лют.                  | Бер.                  | Квіт.                 | Трав.                 | Черв.                 | Лип.                  | Серп.                 | Вер.                  | Жовт.                 | Лист.                 | Груд.                 | Рік                   |
| Абсолютний максимум, °C | 21                    | 22                    | 25                    | 23                    | 24                    | 30                    | 31                    | 32                    | 32                    | 28                    | 27                    | 22                    | 32                    |
| Середній максимум, °C   | 17                    | 17                    | 17                    | 18                    | 19                    | 21                    | 22                    | 24                    | 24                    | 22                    | 20                    | 18                    | 20                    |
| Середня температура, °C | 15                    | 15                    | 16                    | 16                    | 17                    | 19                    | 21                    | 22                    | 22                    | 20                    | 18                    | 17                    | 18                    |
| Середній мінімум, °C    | 13                    | 13                    | 13                    | 14                    | 15                    | 17                    | 19                    | 20                    | 20                    | 18                    | 16                    | 15                    | 16                    |
| Абсолютний мінімум, °C  | 5                     | 7                     | 10                    | 7                     | 8                     | 11                    | 15                    | 16                    | 15                    | 12                    | 11                    | 7                     | 5                     |
| Норма опадів, мм        | 50                    | 40                    | 40                    | 20                    | 10                    | 0                     | 0                     | 0                     | 20                    | 40                    | 60                    | 50                    | 370                   |
| ----------------------- | --------------------- | --------------------- | --------------------- | --------------------- | --------------------- | --------------------- | --------------------- | --------------------- | --------------------- | --------------------- | --------------------- | --------------------- | --------------------- |
| Джерело: Weatherbase    |                       |                       |                       |                       |                       |                       |                       |                       |                       |                       |                       |                       |                       |

## Населення
- Порту-Санту — муніципалітет.

Єдине місто на острові — Віла-Балейра (статус міста з 6 серпня 1996 року), що розташоване на південному узбережжі.

## Туризм
Особливістю острова є його піщаний пляж завдовжки близько 9 км та велика кількість пальм, що робить його привабливим серед туристів. Завдяки своєму піщаному пляжу острів часто називають «золотим» (порт. Ilha Dourada). Крім того, острів має гольфове поле та чудові умови для практикування водних видів спорту та спортивної риболовлі.
Острів має аеропорт та поромне сполучення з Фуншалом, що робить його досить популярним місцем відпочинку серед туристів. Повітряне сполучення з португальською столицею містом Лісабоном здійснюється 4 рази на тиждень, з островом Мадейра — тричі на день. Час польоту до Лісабона становить близько 90 хвилин, до острова Мадейри — 15 хвилин. Час плавання до Фуншала займає близько 2 годин 15 хвилин, а вартість квитка для дорослих без пільг в обидва кінці становить 51,80 або 60,10 євро в залежності від сезону.
Для отримання безкоштовної туристичної інформації на острові діє туристично-інформаційний центр, в якому також можна отримати мапи та брошури:
| Назва       | Назва та адреса португальською мовою                                                                         |
| ----------- | --- |
| Порту-Санту | Posto de Turismo do Porto Santo, Avenida Henrique Vieira e Castro, Cidade Vila Baleira, 9400-179 Porto Santo |

## Колумб і Порту-Санту

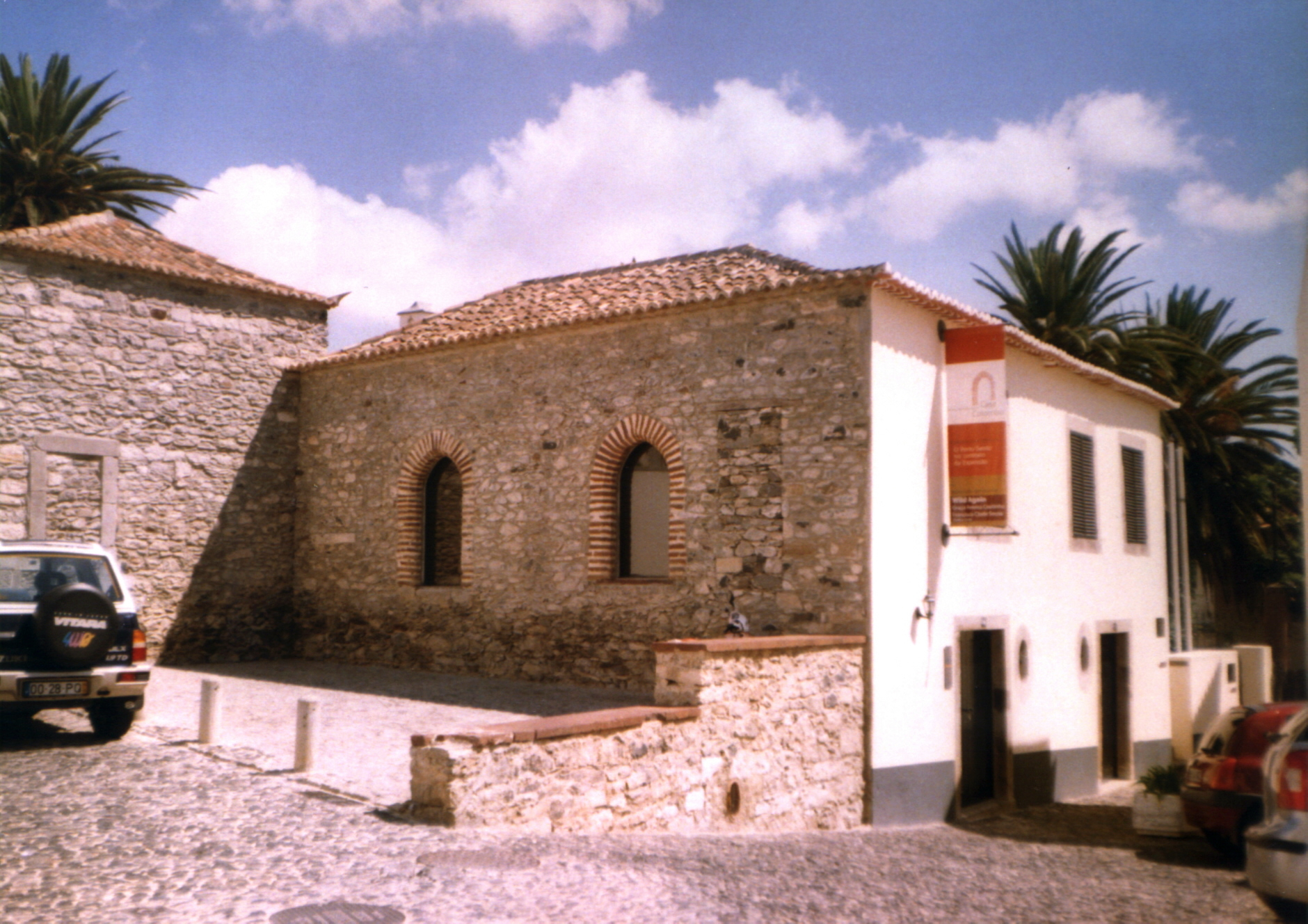
Будинок-музей Колумба

Христофор Колумб довго мешкав на острові Порту-Санту після свого одруження на дочці місцевого капітан-донатаріо Бартоломеу Перестрелло. Пізніше він неодноразово зупинявся на цьому острові, зокрема під час своєї третьої подорожі до Америки у 1498 році. Власний будинок Колумба було перероблено на музей. Будинок-музей складається з двох будівель, у виставкових залах якого знаходиться портрет мореплавця, а також декілька оригінальних мап з позначками нанесеними рукою Колумба. Крім того, в музеї можна побачити наочні матеріали, які стосуються усіх його подорожей до Америки.

## Галерея

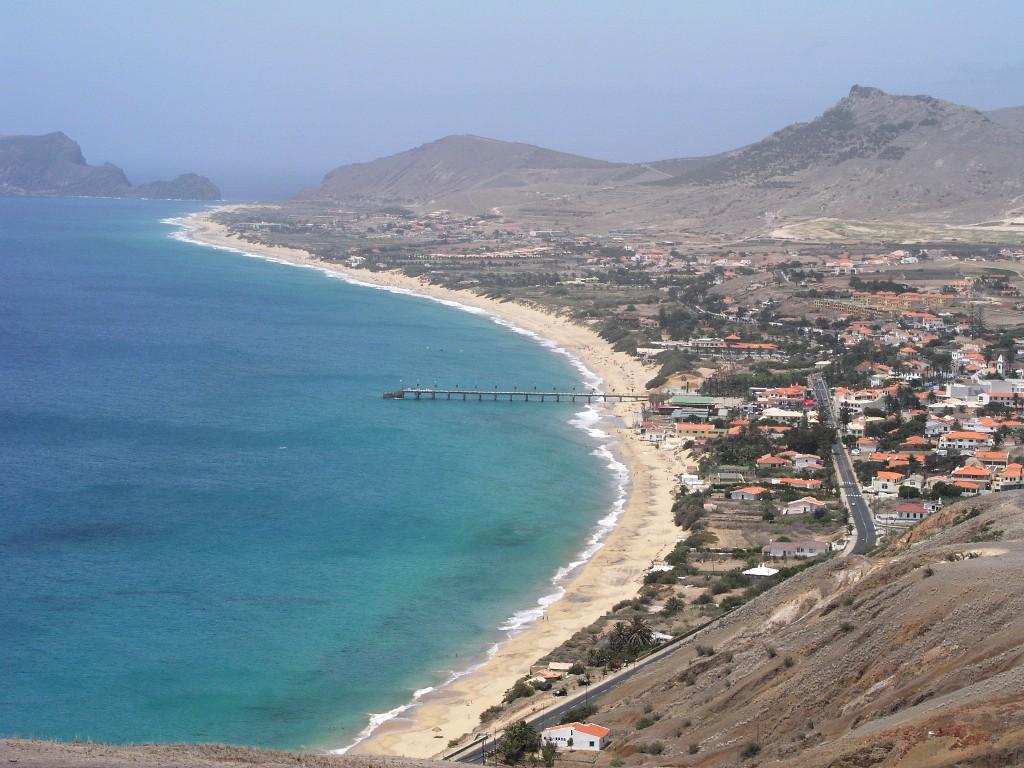
Панорама піщаного пляжу острова
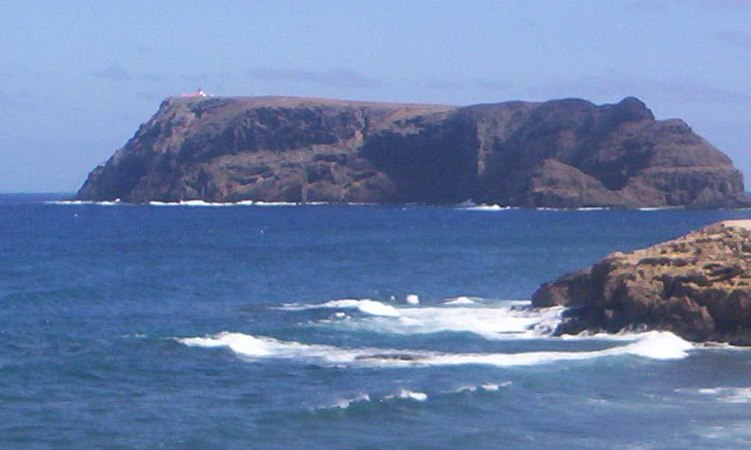
Острівець Ілєу-де-Сіма
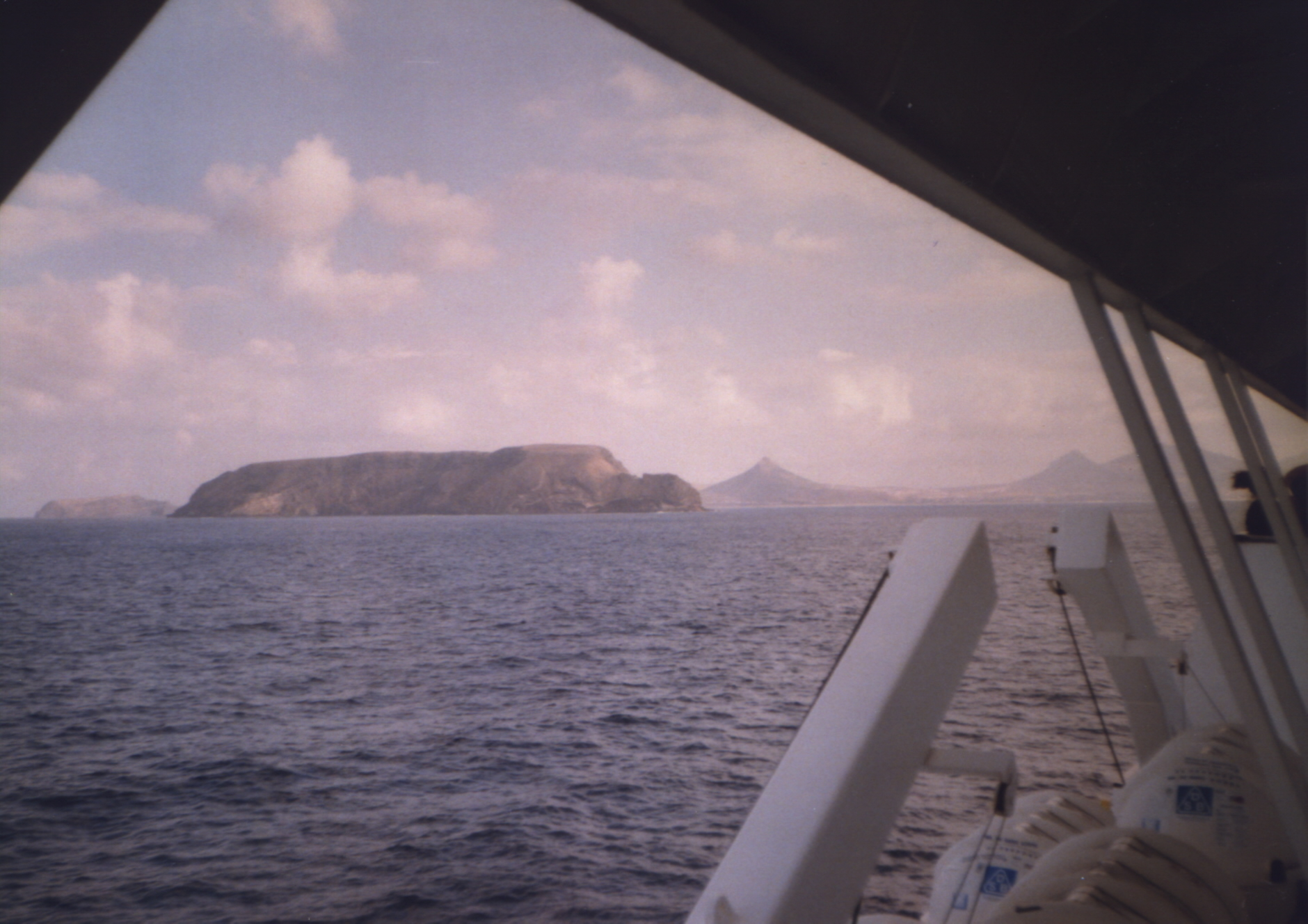
Вигляд острова з корабля
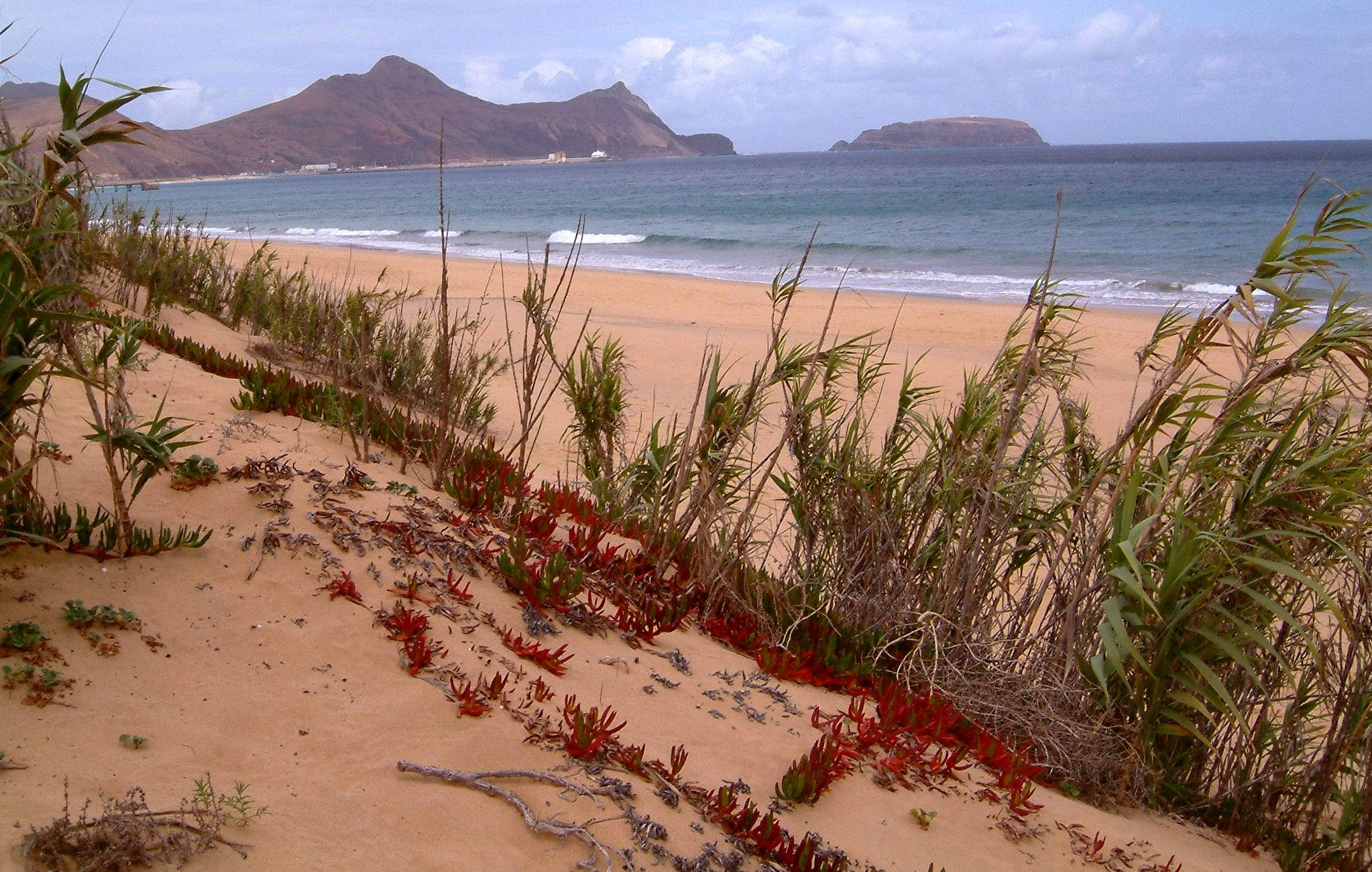
Пляж і дюнна рослинність